# Помаре IV
Помаре IV (23 лютого 1813 — 17 вересня 1877) —королева Таїті, з династії Помаре. Правила в 1827—1877 роках. Донька короля Помаре II . Повне ім'я - Аїмата Помаре IV Вахіне-о-Пунуатераітуа

## Життєпис
Позашлюбна дочка Помаре II, зведена сестра Помаре III. Стала правителькою острова Таїті у віці 14 років після смерті свого брата, Помаре III. У 1824 році одружилася з Тапоа II, шістнадцятирічного правителя острова Бора-Бора, проте в 1829 році, коли стало відомо про його безпліддя, вона відмовилася від чоловіка і в 1832 одружилася з Тенаніа з острова Раіатеа.Помаре об'єднала острови Раіатеа та Бора-Бора з Королівством Таїті. 
У період з 1843 по 1877 роки Помаре IV правила під контролем французької адміністрації.

### Внутрішня політика
Королева Помаре IV спочатку не виявляла жодного інтересу до християнства, а в 1830 році навіть висловила свою підтримку місцевій секті мамаіа, що з'явилася в 1826 році і була змішанням християнський ідей з дохристиянськими віруваннями острова Раіатеа (включало в себе вільну сексуальну поведінку, п'янки та віру в неминуче повернення Христа; секта проіснувала до 1841а). Тим не менш, незважаючи на хитке становище християнства на островах, саме християнський місіонер Джордж Прітчард став у 1830-і роки королівським радником, а в 1832 році королева Помаре спробувала призначити його як британського консула (схвалення його кандидатури британським урядом було отримано лише в 1838). На той час Папеете став великим портовим містом, де часто бували європейські торговці.

### Зовнішня політика
У 1836 року на островах Товариства висадилися перші католицькі місіонери-французи, хоча на той час більшість населення, зокрема знаті, сповідувала християнство, але у протестантському вигляді, завезеному на архіпелаг англійським місіонерами з Лондонського місіонерського товариста. За порадою протестанта-місіонера Прітчарда королева Помаре ухвалила рішення про заборону діяльності католицької місії і католицькі священики, що незабаром прибули, були вигнані з островів. Цей крок викликав невдоволення французького уряду, який ухвалив рішення відправити до берегів острова Таїті фрегат Venus під командуванням Абеля Дюпті-Туара, щоб виплатити компенсацію в розмірі 2000 іспанських доларів і офіційних вибачень від королеви. Помаре була вкрай придушена цими діями і наказала Прітчарду зібрати необхідну суму, а після цього змістила його з посади радника (1844 він був депортований з острова французами). Хоча Помаре хотіла втручання британського уряду у конфлікт (з цією метою вона послала королеві Вікторії петицію про встановлення над Таїті британського протекторату), 1839 року Британська імперія відмовилася від отримання контролю над островом.

### Встановлення протекторату
Цим скористалися французи і в  1842 році французький корабель під командуванням капітана Абеля Дюпті-Туара офіційно захопив Маркізькі острови, а трохи пізніше попрямував до острова Таїті, де французи знову вимагали виплати 2000 іспанських доларів протягом 48 годин, чого не зміг зробити уряд таїтян. Королева Помаре погодилася будь-які умови французів, побоюючись окупації острова. Через війну Дюпти-Труар встановив над Таїті французький протекторат (офіційно рішення про це було ухвалене урядом Франції 1843 року). Коли Дюпті-Туар побував на Таїті втретє, він хотів оголосити про повний французький суверенітет над островом і повалити королеву, проте французький уряд відмовився від цієї ідеї. Помаре тим часом переїхала на острів Раіатеа, де  в 1847 році офіційно визнала встановлення французького протектората. Події, що розгорталися навколо Таїті, викликали велике невдоволення населення британських колоній Австралія та Нова Зеландія. Щоб заспокоїти британський уряд, Франція пообіцяла не обмежувати на острові інтереси протестантських місіонерів, Британія, у свою чергу, відмовилася від військового втручання. У 1847 році між Британією та Францією було підписано угоду, за якою за Британською імперією зберігалася Нова Зеландія, а за Францією - Маркізські острови разом з Таїті. Помаре IV, своєю чергою, поверталася з острова Раіатеа на Таїті, її влада зберігалася, але у своїй сильно обмежувалася.
Через розбрат між католицькими і протестантськими місіонерами в 1852 році в Таїті спалахнула революція; тубільці проголосили на острові республіку. Французи відновили владу королеви, але вона у травні 1852 року відмовилася від прав на престол на користь своїх синів.
Королева Помаре IV померла  в 1877 році. Престол успадкував її син, Помаре V.

## Сім’я
У грудні 1822 року Помаре вийшла заміж за майбутнього короля Тапоа II Тахаа і Бора-Бора.{  У 1830 році Таїті відвідав HMS Seringapatam і її капітан Вільям Валгрейв з деяким подивом зазначив у своєму щоденнику що Помаре тоді було шістнадцять років, вона була одружена, але не мала дітей.  Шлюб залишився бездітним і закінчився тим, що королева відмовилася від нього на тій підставі, що Тапоа був безплідним. 
5 грудня 1832 року Помаре знову вийшла заміж, цього разу за свого двоюрідного брата, Тенаніа Аріфааіте а Хіро (10 січня 1820 – 6 серпня 1873)  Від другого чоловіка вона мала дітей:
1. Хлопчик (1833, помер малим), [5] помер від дизентерії.[6]
2. Генріх Помаре (серпень 1835, помер молодим),[5] помер від дизентерії. [6]
3. Aрі-іауе Помаре (12 серпня 1838 – 10 травня 1856), спадкоємний принц Таїті, Аріаї Афа-аіті. [4]
4. Помаре V (3 листопада 1839 – 12 червня 1891), став королем Таїті. [4]
5. Тері-імаеваруа II (23 травня 1841 – 12 лютого 1873), стала королевою Бора-Бора. [4]
6. Таматоа V (23 вересня 1842 – 30 вересня 1881), став королем Раіатеа і Тахаа. [4]
7. Вікторія Помаре-вахіне (1844 – червень 1845). [7][8][9]
8. Теріітапупуі Помаре (20 березня 1846 – 18 вересня 1888), Аріі з Махіни і Голова Високого суду Таїті. [4][10]
9. Теріітуа Туавіра Помаре (17 грудня 1847 – 9 квітня 1875), Аріірахі з Хітіаа О Те Ра, якого називають «Принцем Жуанвіля». [4]
10. Тевахітуа Помаре (1850/1852, помер молодим). [11][12]